# Beleg van Misratah
Het Beleg van Misratah voltrok zich tussen 18 februari en 15 mei 2011 en was onderdeel van de Opstand in Libië.

## Begin
Misratah, de derde stad van Libië naar inwoneraantal, kwam in opstand tegen het regime van Moammar al-Qadhafi toen op 17 februari ontstane straatprotesten uitmondden in geweld en talloze arrestaties. Na dagen van confrontaties tussen opstandelingen en politie werden de laatsten op 23 februari uit de stad verdreven. Sindsdien probeerde het Libische leger Misratah te heroveren met invallen en grootschalige artilleriebeschietingen.

## Interventie
Vanaf 19 maart greep een internationale coalitie onder leiding van Frankrijk, Groot-Brittannië en de Verenigde Staten in door met gevechtsvliegtuigen regeringstroepen te bombarderen. Deze interventie volgde op de door de VN-Veiligheidsraad goedgekeurde Libische no-flyzone, die de internationale coalitie, later geleid door de NAVO, afdwong middels bombardementen teneinde Libische burgers te beschermen. Op 12, 14 en 16 april voerden zij diverse luchtaanvallen uit boven Misratah.

## Gevechten
Duizenden inwoners trachtten de gevechten te ontvluchten per schip, terwijl de rebellen ook voornamelijk werden bevoorraad door schepen; daardoor werd er hevig gevochten om de beheersing van de haven. De opstandelingen beschikten vooral over lichte wapens en trokken zich terug in dichtbebouwde stadsdelen. Omdat de Qadhafi-getrouwe troepen in straatgevechten vaak hun meerdere kenden in de opstandelingen, beperkten zij zich meestal tot zware beschietingen die de infrastructuur van Misratah ernstig hebben beschadigd.

## Einde
Uiteindelijk wisten de rebellen op 15 mei de regimesoldaten volledig uit de stad te verjagen. De navolgende maanden werd er nog hevig gevochten in de buurt van de stad, tot half augustus 2011 opstandelingen uit het Nafoesagebergte snel oprukten naar Tripoli, waardoor de meeste regimetroepen zich terugtrokken om de hoofdstad te verdedigen (zie Slag om Tripoli).